# Hoplophorella heterosetosa
Hoplophorella heterosetosa är en kvalsterart som först beskrevs av Wojciech Niedbała 2003.  Hoplophorella heterosetosa ingår i släktet Hoplophorella och familjen Phthiracaridae. Inga underarter finns listade i Catalogue of Life.